# Azgour (kommun)
Azgour (franska: Azgour (CR), Azgour (Commune Rurale), arabiska: انوكال) är en kommun i Marocko.   Den ligger i provinsen Al Haouz och regionen Marrakech-Safi, i den centrala delen av landet, 400 km söder om huvudstaden Rabat. Antalet invånare är 6 314.